# 通关镇
通关镇，是中华人民共和国云南省普洱市墨江哈尼族自治县下辖的一个乡镇级行政单位。

## 行政区划
通关镇下辖以下地区：
新武社区、永马村、团山村、大寨村、清平村、曼博村、公馆村、景坝村、毕库村、牛库村、芒令村、活田村、荣平村、安民村、回龙村、民兴村和丙蚌村。